# Barbonne-Fayel
Barbonne-Fayel ist eine französische Gemeinde mit 481 Einwohnern (Stand 1. Januar 2022) im Département Marne in der Region Grand Est (vor 2016 Champagne-Ardenne). Sie gehört zum Arrondissement Épernay und zum Kanton Sézanne-Brie et Champagne.

## Geografie
Barbonne-Fayel liegt etwa 55 Kilometer nordwestlich von Troyes im westlichen Teil der Champagne sèche, der „trockenen Champagne“, auch „lausige Champagne“ (Champagne pouilleuse) oder „kreidehaltige Champagne“ (Champagne crayeuse) genannt. Die Umgebung zeichnet sich durch von großflächigen Äckern bedeckte sanfte Hügel aus. Die Umgebungöstlich von Barbonne-Fayel ist für den Weinbau ungeeignet und so findet man hier die östlichsten Rebstöcke des Weinbaugebietes Côte de Sézanne innerhalb der Weinbauregion Champagne. Umgeben wird Barbonne-Fayel von den Nachbargemeinden Le Meix-Saint-Epoing im Norden und Nordwesten, Saudoy im Norden, Queudes im Osten, Villeneuve-Saint-Vistre-et-Villevotte und Saint-Quentin-le-Verger im Südosten, Fontaine-Denis-Nuisy im Süden und Westen sowie La Forestière im Westen.

## Sehenswürdigkeiten

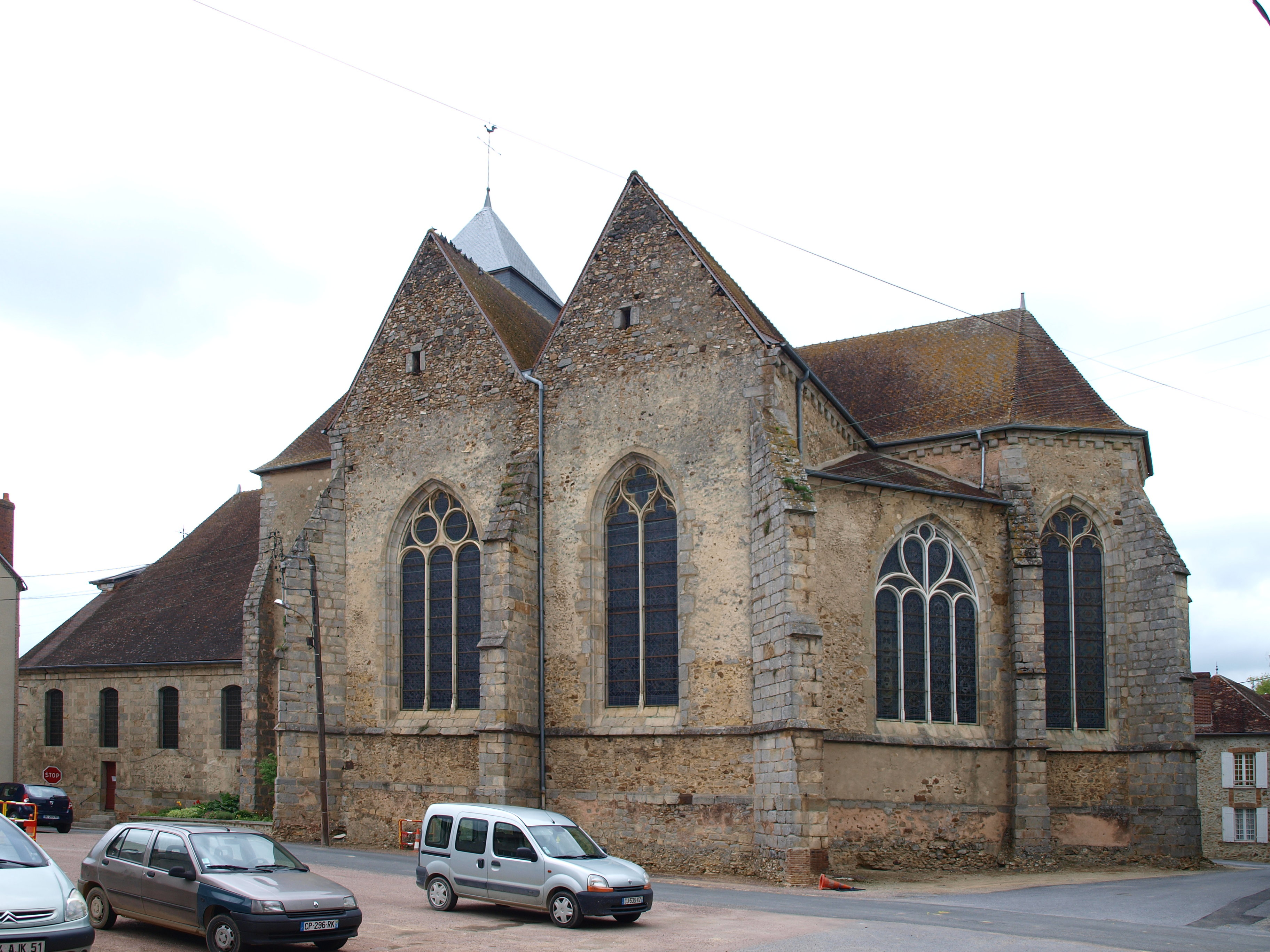
Kirche St. Peter und Paul

- Dolmen des Mardelles, Monument historique seit 1921
- Kirche St. Peter und Paul
- Kommende des Tempelritterordens

## Bevölkerungsentwicklung
| Jahr                       | 1962 | 1968 | 1975 | 1982 | 1990 | 1999 | 2006 | 2011 | 2018 |
| -------------------------- | ---- | ---- | ---- | ---- | ---- | ---- | ---- | ---- | ---- |
| Einwohner                  | 606  | 627  | 535  | 502  | 532  | 493  | 492  | 489  | 511  |
| Quellen: Cassini und INSEE |      |      |      |      |      |      |      |      |      |